# Існує (фільм)
Існує (англ. Exists) — американський фільм жахів, знятий у стилі «знайденої плівки» режисера Едуардо Санчеса. Світова прем'єра фільму відбулася 7 березня 2014 року на кінофестивалі South by Southwest. Головні ролі виконали маловідомі актори, а сюжет фільму розповість про групу молодих людей, які вирушили до будиночка у лісі, де зіткнулися з бігфутом.
«Існує» став другим фільмом режисера, знятим у стилі «знайденої плівки» з часів його роботи над «Відьмою з Блер» (1999). Часто фільм називають одним із найкращих знятих на тему бігфуту, а костюм монстра одним із найреалістичніших і найстрашніших в історії подібних фільмів.

## Сюжет
Брати Браян і Метт запрошують компанію друзів — дівчину Метт Дору, Тодда та Елізабет поїхати до лісової хатини їхнього дядька Боба у Східному Техасі. Проїжджаючи лісовою дорогою, Метт зачепив щось машиною і зупинився, щоб з'ясувати в чому справа. Група чує далеко гучні крики тварин, але не звертає на них уваги. Коли дорогу перегороджує дерево, що впало, група продовжує шлях пішки і добирається до хатини, але виявляє, що вона напівзруйнована. Група вирішує переночувати в машині, де Брайан та Метт знову чують гучні крики.
Наступного ранку Браян виявляє кров на крилі машини та клаптик волосся у решітці радіатора. Браян зауважує, що по сусідньому схилу біжить бігфут, але гурт не звертає уваги на його розповідь. Вирішивши зняти істоту на плівку, він встановлює кілька камер GoPro у різних місцях навколо хатини. Вночі істота продовжує видавати гучні крики та атакувати групу. Використовуючи нічне бачення своєї камери, Браян бачить істоту через вікно. На світанку група вирішує поїхати, але виявляє, що їхня машина повністю знищена. Метт і Браян розповідають, що не попередили свого дядька Боба про те, що поїдуть у його будиночок. Вони просто вкрали у нього ключі, отже, порятунку можна не чекати, адже ніхто не знає де вони знаходяться.
Метт на велосипеді намагається дістатися тієї частини лісу, де буде зв'язок, щоб викликати допомогу, але як тільки він додзвонюється до Боба, на нього нападає бігфут. У хатині решта пересуває меблі, щоб заблокувати вікна та двері. Вони відкривають люк у підвал хатини, де Тодд знаходить дробовик. У сутінках бігфут нападає на хатину і вбиває Елізабет, після чого Тодд стріляє в нього і істота тікає.
Три члени групи, що залишилися, вирішують йти до дороги. Вночі вони рятують пораненого Метта з лігва монстра. На світанку група ховається в покинутому фургоні. Браян отримує дзвінок від Боба, який зараз знаходиться у хатині. Тодд запускає феєрверк, сподіваючись попередити Боба про їхнє місцезнаходження, але бігфут нападає на нього та вбиває. Потім істота зіштовхує фургон із краю пагорба, і в ньому залишаються Браян, Метт та Дора. Коли Браян приходить до тями, він виявляє, що Метт і Дора мертві. Браян рятується втечею, але істота вистачає його і забирає.
Браян прокидається поряд зі своїми загиблими друзями. Неподалік він бачить труп юного бігфута і розуміє, що вони ненароком збили його машиною. Коли монстр починає нападати на нього, з'являється дядько Боб і стріляє в чудовисько з гвинтівки. Коли вони біжать до вантажівки Боба, бігфут нападає на них та вбиває Боба. Браян підбирає рушницю дядька і біжить, переслідуваний істотою. Він повертається і спрямовує рушницю на бігфута, благаючи його зупинитися, і починає вибачатися. Поранена істота дивиться на Брайана, який опускає рушницю. Браян повертається спиною до істоти і готується до того, що його вб'ють, але бігфут просто зникає у лісі.

## В ролях
| Актор              | Роль                             |
| ------------------ | -------------------------------- |
| Дора Медісон Бердж | Дора                             |
| Кріс Осборн        | Брайан                           |
| Роджер Едвардс     | Тодд                             |
| Деніс Вільямсон    | Denise Williamson \|\|Елізабет}} |
| Семюел Девіс       | Мет                              |
| Брайан Стіл        | Brian Steele \|\|бігфут}}        |
| Джефф Шван         | дядько Боб                       |

## Прем'єра
Прем'єра фільму «Існує» відбулася 7 березня 2014 року у рамках кінофестивалю South by Southwest. Відразу після показу фільму на фестивалі компанія Lionsgate придбала права на північноамериканський прокат фільму. 3 жовтня 2014 року фільм вийшов на платформах відео на запит, а 24 жовтня в обмежений прокат. На DVD фільм вийшов 3 лютого 2015, диск містив аудіокоментар режисера Едуардо Санчеса та сценариста Джемі Неша, віддалені сцени та два ролики про зйомки. Компанія Entertainment One випустила фільм у Великобританії на DVD та Blu-ray на 6 квітня 2015.